# Eleições autárquicas portuguesas de 2009 no distrito de Évora
| Eleições autárquicas portuguesas de 2009 Distritos: Aveiro \| Beja \| Braga \| Bragança \| Castelo Branco \| Coimbra \| Évora \| Faro \| Guarda \| Leiria \| Lisboa \| Portalegre \| Porto \| Santarém \| Setúbal \| Viana do Castelo \| Vila Real \| Viseu \| Açores \| Madeira |

## Resultados por Concelho
Os resultados nos Concelhos do Distrito de Évora foram os seguintes:

### Alandroal

#### Câmara Municipal
| Partido                 | Partido                                        | Votos | %               | +/-   | Vereadores | +/-     |
| ----------------------- | ---------------------------------------------- | ----- | --------------- | ----- | ---------- | ------- |
|                         | Movimento Unidade Desenvolvimento de Alandroal | 1 712 | 39,59 / 100,00  | Novo  | 2 / 5      | Novo    |
|                         | Partido Socialista                             | 1 705 | 39,43 / 100,00  | 14,73 | 2 / 5      | 1       |
|                         | Coligação Democrática Unitária                 | 710   | 16,42 / 100,00  | 18,62 | 1 / 5      | 1       |
|                         | Partido Social Democrata                       | 123   | 2,84 / 100,00   | 5,34  | 0 / 5      | Estável |
| Votos Inválidos         | Votos Inválidos                                | 74    | 1,71 / 100,00   | 0,92  |            |         |
| Total                   | Total                                          | 4 324 | 100,00 / 100,00 |       | 5 / 5      |         |
| Eleitorado/Participação | Eleitorado/Participação                        | 5 532 | 78,16 / 100,00  | 3,28  |            |         |

| Freguesia                              | %     | %     | %     | %     | Votantes |
| Freguesia                              | MUDA  | PS    | CDU   | PSD   | Votantes |
| -------------------------------------- | ----- | ----- | ----- | ----- | -------- |
| Alandroal (Nossa Senhora da Conceição) | 38,90 | 46,11 | 11,71 | 1,97  | 1 221    |
| Capelins (Santo António)               | 35,65 | 35,65 | 20,83 | 3,70  | 432      |
| Juromenha                              | 45,16 | 30,11 | 3,23  | 17,20 | 93       |
| Santiago Maior                         | 44,04 | 35,29 | 17,15 | 2,35  | 1 703    |
| São Brás dos Matos (Mina do Bugalho)   | 26,44 | 28,14 | 42,03 | 1,69  | 295      |
| Terena                                 | 36,72 | 47,59 | 10,00 | 3,79  | 580      |
| Alandroal                              | 39,59 | 39,43 | 16,42 | 2,84  | 4 324    |

#### Assembleia Municipal
| Partido                 | Partido                                        | Votos | %               | +/-   | Deputados | +/-  |
| ----------------------- | ---------------------------------------------- | ----- | --------------- | ----- | --------- | ---- |
|                         | Partido Socialista                             | 1 632 | 37,74 / 100,00  | 12,84 | 6 / 15    | 2    |
|                         | Movimento Unidade Desenvolvimento de Alandroal | 1 559 | 36,05 / 100,00  | Novo  | 6 / 15    | Novo |
|                         | Coligação Democrática Unitária                 | 857   | 19,82 / 100,00  | 15,33 | 3 / 15    | 3    |
|                         | Partido Social Democrata                       | 189   | 4,37 / 100,00   | 7,32  | 0 / 15    | 1    |
| Votos Inválidos         | Votos Inválidos                                | 87    | 2,01 / 100,00   | 0,56  |           |      |
| Total                   | Total                                          | 4 324 | 100,00 / 100,00 |       | 15 / 15   |      |
| Eleitorado/Participação | Eleitorado/Participação                        | 5 532 | 78,16 / 100,00  | 3,28  |           |      |

| Freguesia                              | %     | %     | %     | %     | Votantes |
| Freguesia                              | PS    | MUDA  | CDU   | PSD   | Votantes |
| -------------------------------------- | ----- | ----- | ----- | ----- | -------- |
| Alandroal (Nossa Senhora da Conceição) | 43,08 | 35,46 | 16,71 | 3,19  | 1 221    |
| Capelins (Santo António)               | 34,26 | 32,18 | 25,00 | 4,86  | 432      |
| Juromenha                              | 10,75 | 20,43 | 3,23  | 60,22 | 93       |
| Santiago Maior                         | 35,58 | 40,46 | 20,08 | 2,29  | 1 703    |
| São Brás dos Matos (Mina do Bugalho)   | 23,39 | 28,14 | 44,07 | 2,71  | 295      |
| Terena                                 | 47,07 | 33,79 | 12,07 | 4,48  | 580      |
| Alandroal                              | 37,74 | 36,05 | 19,82 | 4,37  | 4 324    |

#### Juntas de Freguesia
| Partido                 | Partido                        | Votos | %               | +/-   | Presidentes | Mandatos | +/- |
| ----------------------- | ------------------------------ | ----- | --------------- | ----- | ----------- | -------- | --- |
|                         | Partido Socialista             | 1 737 | 40,96 / 100,00  | 8,58  | 2 / 5       | 15 / 39  | 6   |
|                         | Grupo de Cidadãos              | 1 432 | 33,77 / 100,00  | -     | 2 / 5       | 14 / 39  | -   |
|                         | Coligação Democrática Unitária | 900   | 21,22 / 100,00  | 14,56 | 1 / 5       | 10 / 39  | 6   |
|                         | Partido Social Democrata       | 96    | 2,26 / 100,00   | 10,19 | 0 / 5       | 0 / 39   | 9   |
| Votos Inválidos         | Votos Inválidos                | 76    | 1,79 / 100,00   | 0,44  |             |          |     |
| Total                   | Total                          | 4 241 | 100,00 / 100,00 |       | 5 / 5       | 39 / 39  | 7   |
| Eleitorado/Participação | Eleitorado/Participação        | 5 396 | 78,60 / 100,00  | 3,72  |             |          |     |

| Freguesia                              | Partido Vencedor               | Partido Vencedor               | %                              | Mandatos                       |
| -------------------------------------- | ------------------------------ | ------------------------------ | ------------------------------ | ------------------------------ |
| Alandroal (Nossa Senhora da Conceição) |                                | Partido Socialista             | 54,63 / 100,00                 | 5 / 9                          |
| Capelins (Santo António)               |                                | Grupo de Cidadãos              | 34,49 / 100,00                 | 3 / 7                          |
| Juromenha                              | Plenário de Cidadãos Eleitores | Plenário de Cidadãos Eleitores | Plenário de Cidadãos Eleitores | Plenário de Cidadãos Eleitores |
| Santiago Maior                         |                                | Grupo de Cidadãos              | 37,83 / 100,00                 | 4 / 9                          |
| São Brás dos Matos (Mina do Bugalho)   |                                | Coligação Democrática Unitária | 51,86 / 100,00                 | 4 / 7                          |
| Terena                                 |                                | Partido Socialista             | 48,28 / 100,00                 | 4 / 7                          |

### Arraiolos

#### Câmara Municipal
| Partido                 | Partido                        | Votos | %               | +/-  | Vereadores | +/-     |
| ----------------------- | ------------------------------ | ----- | --------------- | ---- | ---------- | ------- |
|                         | Coligação Democrática Unitária | 2 709 | 64,04 / 100,00  | 0,71 | 4 / 5      | Estável |
|                         | Partido Socialista             | 1 038 | 24,54 / 100,00  | 2,73 | 1 / 5      | Estável |
|                         | PSD-CDS                        | 315   | 7,45 / 100,00   | 2,89 | 0 / 5      | Estável |
| Votos Inválidos         | Votos Inválidos                | 168   | 3,97 / 100,00   | 0,55 |            |         |
| Total                   | Total                          | 4 230 | 100,00 / 100,00 |      | 5 / 5      |         |
| Eleitorado/Participação | Eleitorado/Participação        | 6 380 | 66,30 / 100,00  | 0,87 |            |         |

| Freguesia               | %     | %     | %        | Votantes |
| Freguesia               | CDU   | PS    | PSD- CDS | Votantes |
| ----------------------- | ----- | ----- | -------- | -------- |
| Arraiolos               | 66,76 | 22,25 | 5,74     | 1 847    |
| Gafanhoeira (São Pedro) | 65,61 | 26,19 | 4,50     | 378      |
| Igrejinha               | 72,03 | 18,58 | 6,70     | 522      |
| Sabugueiro              | 70,68 | 18,80 | 4,14     | 266      |
| Santa Justa             | 60,26 | 36,42 | 2,65     | 151      |
| São Gregório            | 62,50 | 25,43 | 10,78    | 232      |
| Vimieiro                | 51,32 | 32,01 | 14,03    | 834      |
| Arraiolos               | 64,04 | 24,54 | 7,45     | 4 230    |

#### Assembleia Municipal
| Partido                 | Partido                        | Votos | %               | +/-  | Deputados | +/-     |
| ----------------------- | ------------------------------ | ----- | --------------- | ---- | --------- | ------- |
|                         | Coligação Democrática Unitária | 2 604 | 61,56 / 100,00  | 1,44 | 10 / 15   | Estável |
|                         | Partido Socialista             | 1 110 | 26,24 / 100,00  | 2,28 | 4 / 15    | Estável |
|                         | PSD-CDS                        | 328   | 7,75 / 100,00   | 3,26 | 1 / 15    | Estável |
| Votos Inválidos         | Votos Inválidos                | 188   | 4,45 / 100,00   | 0,47 |           |         |
| Total                   | Total                          | 4 230 | 100,00 / 100,00 |      | 15 / 15   |         |
| Eleitorado/Participação | Eleitorado/Participação        | 6 380 | 66,30 / 100,00  | 0,87 |           |         |

| Freguesia               | %     | %     | %        | Votantes |
| Freguesia               | CDU   | PS    | PSD- CDS | Votantes |
| ----------------------- | ----- | ----- | -------- | -------- |
| Arraiolos               | 65,24 | 22,47 | 6,44     | 1 847    |
| Gafanhoeira (São Pedro) | 64,29 | 28,31 | 3,70     | 378      |
| Igrejinha               | 68,01 | 22,41 | 6,70     | 522      |
| Sabugueiro              | 70,68 | 19,92 | 4,14     | 266      |
| Santa Justa             | 57,62 | 37,09 | 3,97     | 151      |
| São Gregório            | 59,05 | 26,29 | 11,64    | 232      |
| Vimieiro                | 46,64 | 36,09 | 13,91    | 834      |
| Arraiolos               | 61,56 | 26,24 | 7,75     | 4 230    |

#### Juntas de Freguesia
| Partido                 | Partido                        | Votos | %               | +/-  | Presidentes | Mandatos | +/-     |
| ----------------------- | ------------------------------ | ----- | --------------- | ---- | ----------- | -------- | ------- |
|                         | Coligação Democrática Unitária | 2 574 | 60,84 / 100,00  | 2,43 | 6 / 7       | 36 / 53  | Estável |
|                         | Partido Socialista             | 1 194 | 28,22 / 100,00  | 1,98 | 1 / 7       | 16 / 53  | 1       |
|                         | PSD-CDS                        | 291   | 6,88 / 100,00   | 3,41 | 0 / 7       | 1 / 53   | 1       |
| Votos Inválidos         | Votos Inválidos                | 172   | 3,07 / 100,00   | 1,99 |             |          |         |
| Total                   | Total                          | 4 231 | 100,00 / 100,00 |      | 7 / 7       | 53 / 53  |         |
| Eleitorado/Participação | Eleitorado/Participação        | 6 380 | 66,32 / 100,00  | 0,85 |             |          |         |

| Freguesia               | Partido Vencedor | Partido Vencedor               | %              | Mandatos |
| ----------------------- | ---------------- | ------------------------------ | -------------- | -------- |
| Arraiolos               |                  | Coligação Democrática Unitária | 65,78 / 100,00 | 7 / 9    |
| Gafanhoeira (São Pedro) |                  | Coligação Democrática Unitária | 63,76 / 100,00 | 5 / 7    |
| Igrejinha               |                  | Coligação Democrática Unitária | 71,26 / 100,00 | 6 / 7    |
| Sabugueiro              |                  | Coligação Democrática Unitária | 68,05 / 100,00 | 5 / 7    |
| Santa Justa             |                  | Coligação Democrática Unitária | 50,99 / 100,00 | 4 / 7    |
| São Gregório            |                  | Coligação Democrática Unitária | 57,33 / 100,00 | 5 / 7    |
| Vimieiro                |                  | Partido Socialista             | 42,75 / 100,00 | 4 / 9    |

### Borba

#### Câmara Municipal
| Partido                 | Partido                        | Votos | %               | +/-  | Vereadores | +/-     |
| ----------------------- | ------------------------------ | ----- | --------------- | ---- | ---------- | ------- |
|                         | Partido Socialista             | 2 764 | 63,16 / 100,00  | 2,61 | 4 / 5      | Estável |
|                         | Coligação Democrática Unitária | 836   | 19,10 / 100,00  | 3,40 | 1 / 5      | Estável |
|                         | Partido Social Democrata       | 621   | 14,19 / 100,00  | 2,49 | 0 / 5      | Estável |
| Votos Inválidos         | Votos Inválidos                | 155   | 3,55 / 100,00   | 0,68 |            |         |
| Total                   | Total                          | 4 376 | 100,00 / 100,00 |      | 5 / 5      |         |
| Eleitorado/Participação | Eleitorado/Participação        | 6 611 | 66,19 / 100,00  | 2,68 |            |         |

| Freguesia              | %     | %     | %     | Votantes |
| Freguesia              | PS    | CDU   | PSD   | Votantes |
| ---------------------- | ----- | ----- | ----- | -------- |
| Borba (Matriz)         | 65,42 | 17,32 | 14,16 | 2 027    |
| Borba (São Bartolomeu) | 59,86 | 17,30 | 17,82 | 578      |
| Orada                  | 65,91 | 23,11 | 6,25  | 528      |
| Rio de Moinhos         | 59,86 | 21,16 | 15,93 | 1 243    |
| Borba                  | 63,16 | 19,10 | 14,19 | 4 376    |

#### Assembleia Municipal
| Partido                 | Partido                        | Votos | %               | +/-  | Deputados | +/-     |
| ----------------------- | ------------------------------ | ----- | --------------- | ---- | --------- | ------- |
|                         | Partido Socialista             | 2 392 | 54,66 / 100,00  | 2,76 | 9 / 15    | Estável |
|                         | Partido Social Democrata       | 992   | 22,67 / 100,00  | 9,46 | 3 / 15    | 1       |
|                         | Coligação Democrática Unitária | 840   | 19,20 / 100,00  | 4,63 | 3 / 15    | 1       |
| Votos Inválidos         | Votos Inválidos                | 152   | 3,47 / 100,00   | 1,00 |           |         |
| Total                   | Total                          | 4 376 | 100,00 / 100,00 |      | 15 / 15   |         |
| Eleitorado/Participação | Eleitorado/Participação        | 6 611 | 66,19 / 100,00  | 2,68 |           |         |

| Freguesia              | %     | %     | %     | Votantes |
| Freguesia              | PS    | PSD   | CDU   | Votantes |
| ---------------------- | ----- | ----- | ----- | -------- |
| Borba (Matriz)         | 54,66 | 26,30 | 16,23 | 2 027    |
| Borba (São Bartolomeu) | 51,90 | 27,51 | 16,26 | 578      |
| Orada                  | 63,07 | 8,33  | 23,86 | 528      |
| Rio de Moinhos         | 52,37 | 20,60 | 23,41 | 1 243    |
| Borba                  | 54,66 | 22,67 | 19,20 | 4 376    |

#### Juntas de Freguesia
| Partido                 | Partido                        | Votos | %               | +/-  | Presidentes | Deputados | +/- |
| ----------------------- | ------------------------------ | ----- | --------------- | ---- | ----------- | --------- | --- |
|                         | Partido Socialista             | 2 402 | 54,82 / 100,00  | 2,90 | 4 / 4       | 20 / 32   | 1   |
|                         | Coligação Democrática Unitária | 873   | 19,92 / 100,00  | 2,47 | 0 / 4       | 5 / 32    | 2   |
|                         | Partido Social Democrata       | 813   | 18,55 / 100,00  | 2,36 | 0 / 4       | 5 / 32    | 1   |
|                         | Bloco de Esquerda              | 150   | 3,42 / 100,00   | -    | 0 / 4       | 2 / 32    | -   |
| Votos Inválidos         | Votos Inválidos                | 144   | 3,29 / 100,00   | 0,41 |             |           |     |
| Total                   | Total                          | 4 382 | 100,00 / 100,00 |      | 4 / 4       | 32 / 32   |     |
| Eleitorado/Participação | Eleitorado/Participação        | 6 611 | 66,28 / 100,00  | 2,59 |             |           |     |

| Freguesia              | Partido Vencedor | Partido Vencedor   | %              | Mandatos |
| ---------------------- | ---------------- | ------------------ | -------------- | -------- |
| Borba (Matriz)         |                  | Partido Socialista | 59,57 / 100,00 | 6 / 9    |
| Borba (São Bartolomeu) |                  | Partido Socialista | 57,27 / 100,00 | 5 / 7    |
| Orada                  |                  | Partido Socialista | 49,24 / 100,00 | 4 / 7    |
| Rio de Moinhos         |                  | Partido Socialista | 48,27 / 100,00 | 5 / 9    |

### Estremoz

#### Câmara Municipal
| Partido                 | Partido                             | Votos  | %               | +/-   | Vereadores | +/-     |
| ----------------------- | ----------------------------------- | ------ | --------------- | ----- | ---------- | ------- |
|                         | Movimento Independente por Estremoz | 3 577  | 40,03 / 100,00  | Novo  | 3 / 7      | Novo    |
|                         | Partido Socialista                  | 2 867  | 32,09 / 100,00  | 2,02  | 3 / 7      | Estável |
|                         | Partido Social Democrata            | 979    | 10,96 / 100,00  | 8,58  | 1 / 7      | Estável |
|                         | Coligação Democrática Unitária      | 932    | 10,43 / 100,00  | 22,81 | 0 / 7      | 3       |
|                         | CDS – Partido Popular               | 163    | 1,82 / 100,00   | 0,46  | 0 / 7      | Estável |
|                         | Bloco de Esquerda                   | 113    | 1,26 / 100,00   | 0,12  | 0 / 7      | Estável |
| Votos Inválidos         | Votos Inválidos                     | 304    | 3,40 / 100,00   | 0,83  |            |         |
| Total                   | Total                               | 8 935  | 100,00 / 100,00 |       | 7 / 7      |         |
| Eleitorado/Participação | Eleitorado/Participação             | 13 263 | 67,37 / 100,00  | 4,99  |            |         |

| Freguesia                 | %     | %     | %     | %     | %    | %    | Votantes |
| Freguesia                 | MIETZ | PS    | PSD   | CDU   | CDS  | BE   | Votantes |
| ------------------------- | ----- | ----- | ----- | ----- | ---- | ---- | -------- |
| Arcos                     | 47,81 | 29,79 | 7,51  | 4,76  | 2,25 | 1,25 | 799      |
| Estremoz (Santa Maria)    | 42,95 | 30,12 | 12,71 | 8,19  | 1,78 | 1,39 | 3 320    |
| Estremoz (Santo André)    | 43,48 | 28,33 | 14,73 | 6,31  | 3,02 | 0,98 | 1 426    |
| Évora Monte               | 15,97 | 52,83 | 2,21  | 23,10 | 1,47 | 1,72 | 407      |
| Glória                    | 38,85 | 32,81 | 4,99  | 17,06 | 1,84 | 2,89 | 381      |
| Santa Vitória do Ameixial | 25,60 | 30,72 | 8,87  | 30,03 | 1,02 | 1,71 | 293      |
| Santo Estêvão             | 75,44 | 7,02  | 8,77  | 3,51  | 1,75 | 1,75 | 57       |
| São Bento de Ana Loura    | 35,71 | 7,14  | 0     | 57,14 | 0    | 0    | 14       |
| São Bento do Ameixial     | 29,57 | 27,83 | 26,96 | 7,39  | 2,61 | 0    | 230      |
| São Bento do Cortiço      | 24,79 | 41,45 | 7,69  | 19,44 | 0,85 | 2,35 | 468      |
| São Domingos de Ana Loura | 37,03 | 35,76 | 3,16  | 17,72 | 1,27 | 0,63 | 316      |
| São Lourenço de Mamporcão | 35,32 | 37,23 | 4,30  | 19,09 | 1,43 | 0,72 | 419      |
| Veiros                    | 45,22 | 32,67 | 12,67 | 3,85  | 0,75 | 0,37 | 805      |
| Estremoz                  | 40,03 | 32,09 | 10,96 | 10,43 | 1,82 | 1,26 | 8 935    |

#### Assembleia Municipal
| Partido                 | Partido                             | Votos  | %               | +/-   | Deputados | +/-     |
| ----------------------- | ----------------------------------- | ------ | --------------- | ----- | --------- | ------- |
|                         | Movimento Independente por Estremoz | 3 035  | 33,96 / 100,00  | Novo  | 8 / 15    | Novo    |
|                         | Partido Socialista                  | 2 780  | 31,11 / 100,00  | 2,72  | 7 / 15    | 1       |
|                         | Partido Social Democrata            | 1 287  | 14,40 / 100,00  | 6,08  | 3 / 21    | 2       |
|                         | Coligação Democrática Unitária      | 1 066  | 11,93 / 100,00  | 19,38 | 3 / 21    | 4       |
|                         | CDS – Partido Popular               | 211    | 2,36 / 100,00   | 0,03  | 0 / 21    | Estável |
|                         | Bloco de Esquerda                   | 211    | 2,36 / 100,00   | 0,03  | 0 / 21    | Estável |
| Votos Inválidos         | Votos Inválidos                     | 347    | 3,88 / 100,00   | 0,75  |           |         |
| Total                   | Total                               | 8 937  | 100,00 / 100,00 |       | 21 / 21   |         |
| Eleitorado/Participação | Eleitorado/Participação             | 13 263 | 67,38 / 100,00  | 4,99  |           |         |

| Freguesia                 | %     | %     | %     | %     | %    | %    | Votantes |
| Freguesia                 | MIETZ | PS    | PSD   | CDU   | CDS  | BE   | Votantes |
| ------------------------- | ----- | ----- | ----- | ----- | ---- | ---- | -------- |
| Arcos                     | 44,31 | 29,04 | 9,01  | 5,88  | 3,13 | 1,75 | 799      |
| Estremoz (Santa Maria)    | 36,75 | 27,69 | 17,28 | 9,51  | 2,53 | 2,89 | 3 322    |
| Estremoz (Santo André)    | 36,54 | 26,23 | 19,07 | 8,06  | 3,58 | 1,75 | 1 426    |
| Évora Monte               | 13,02 | 53,56 | 3,19  | 23,24 | 1,47 | 2,95 | 407      |
| Glória                    | 33,60 | 33,86 | 7,35  | 16,54 | 3,15 | 4,20 | 381      |
| Santa Vitória do Ameixial | 22,53 | 31,74 | 8,19  | 31,06 | 1,71 | 3,07 | 293      |
| Santo Estêvão             | 66,67 | 8,77  | 14,04 | 1,75  | 3,51 | 3,51 | 57       |
| São Bento de Ana Loura    | 50,00 | 0     | 0     | 50,00 | 0    | 0    | 14       |
| São Bento do Ameixial     | 23,48 | 28,70 | 26,52 | 10,87 | 2,61 | 2,17 | 230      |
| São Bento do Cortiço      | 22,01 | 41,88 | 7,48  | 22,22 | 1,07 | 2,35 | 468      |
| São Domingos de Ana Loura | 28,16 | 35,76 | 5,06  | 23,42 | 0,63 | 1,90 | 316      |
| São Lourenço de Mamporcão | 28,40 | 39,38 | 5,49  | 22,20 | 1,43 | 0,72 | 419      |
| Veiros                    | 35,03 | 33,42 | 20,00 | 4,35  | 0,87 | 1,49 | 805      |
| Estremoz                  | 33,96 | 31,11 | 14,40 | 11,93 | 2,36 | 2,36 | 8 937    |

#### Juntas de Freguesia
| Partido                 | Partido                        | Votos  | %               | +/-   | Presidentes | Mandatos | +/-     |
| ----------------------- | ------------------------------ | ------ | --------------- | ----- | ----------- | -------- | ------- |
|                         | Partido Socialista             | 2 748  | 31,00 / 100,00  | 3,65  | 3 / 11      | 34 / 89  | 1       |
|                         | Grupo de Cidadãos              | 2 593  | 29,25 / 100,00  | -     | 4 / 11      | 24 / 89  | -       |
|                         | Partido Social Democrata       | 1 757  | 19,82 / 100,00  | 5,64  | 2 / 11      | 14 / 89  | 9       |
|                         | Coligação Democrática Unitária | 1 313  | 14,81 / 100,00  | 16,95 | 2 / 11      | 17 / 89  | 16      |
|                         | CDS – Partido Popular          | 175    | 1,97 / 100,00   | 0,06  | 0 / 11      | 0 / 89   | Estável |
| Votos Inválidos         | Votos Inválidos                | 279    | 3,15 / 100,00   | 1,79  |             |          |         |
| Total                   | Total                          | 8 865  | 100,00 / 100,00 |       | 11 / 11     | 89 / 89  |         |
| Eleitorado/Participação | Eleitorado/Participação        | 13 137 | 67,48 / 100,00  | 5,65  |             |          |         |

| Freguesia                 | Partido Vencedor               | Partido Vencedor               | %                              | Mandatos                       |
| ------------------------- | ------------------------------ | ------------------------------ | ------------------------------ | ------------------------------ |
| Arcos                     |                                | Grupo de Cidadãos              | 77,35 / 100,00                 | 8 / 9                          |
| Estremoz (Santa Maria)    |                                | Grupo de Cidadãos              | 33,48 / 100,00                 | 5 / 13                         |
| Estremoz (Santo André)    |                                | Grupo de Cidadãos              | 35,27 / 100,00                 | 4 / 9                          |
| Évora Monte               |                                | Partido Socialista             | 57,99 / 100,00                 | 5 / 7                          |
| Glória                    |                                | Grupo de Cidadãos              | 45,14 / 100,00                 | 4 / 7                          |
| Santa Vitória do Ameixial |                                | Coligação Democrática Unitária | 47,10 / 100,00                 | 4 / 7                          |
| Santo Estêvão             | Plenário de Cidadãos Eleitores | Plenário de Cidadãos Eleitores | Plenário de Cidadãos Eleitores | Plenário de Cidadãos Eleitores |
| São Bento de Ana Loura    | Plenário de Cidadãos Eleitores | Plenário de Cidadãos Eleitores | Plenário de Cidadãos Eleitores | Plenário de Cidadãos Eleitores |
| São Bento do Ameixial     |                                | Partido Social Democrata       | 50,00 / 100,00                 | 4 / 7                          |
| São Bento do Cortiço      |                                | Coligação Democrática Unitária | 50,85 / 100,00                 | 4 / 7                          |
| São Domingos de Ana Loura |                                | Partido Socialista             | 47,78 / 100,00                 | 4 / 7                          |
| São Lourenço de Mamporcão |                                | Partido Socialista             | 36,28 / 100,00                 | 3 / 7                          |
| Veiros                    |                                | Partido Social Democrata       | 51,68 / 100,00                 | 5 / 9                          |

### Évora

#### Câmara Municipal
| Partido                 | Partido                        | Votos  | %               | +/-  | Vereadores | +/-     |
| ----------------------- | ------------------------------ | ------ | --------------- | ---- | ---------- | ------- |
|                         | Partido Socialista             | 10 357 | 39,48 / 100,00  | 3,64 | 3 / 7      | Estável |
|                         | Coligação Democrática Unitária | 9 189  | 35,02 / 100,00  | 2,02 | 3 / 7      | Estável |
|                         | Partido Social Democrata       | 4 638  | 17,68 / 100,00  | 2,94 | 1 / 7      | Estável |
|                         | Bloco de Esquerda              | 742    | 2,83 / 100,00   | 0,13 | 0 / 7      | Estável |
|                         | CDS – Partido Popular          | 590    | 2,25 / 100,00   | 0,77 | 0 / 7      | Estável |
| Votos Inválidos         | Votos Inválidos                | 720    | 2,75 / 100,00   | 1,89 |            |         |
| Total                   | Total                          | 26 236 | 100,00 / 100,00 |      | 7 / 7      |         |
| Eleitorado/Participação | Eleitorado/Participação        | 48 119 | 54,52 / 100,00  | 0,57 |            |         |

| Freguesia                       | %     | %     | %     | %    | %    | Votantes |
| Freguesia                       | PS    | CDU   | PSD   | BE   | CDS  | Votantes |
| ------------------------------- | ----- | ----- | ----- | ---- | ---- | -------- |
| Bacelo                          | 40,26 | 36,74 | 15,36 | 2,80 | 2,02 | 3 718    |
| Canaviais                       | 48,97 | 30,58 | 12,19 | 3,56 | 1,57 | 1 403    |
| Évora (Santo Antão)             | 32,77 | 31,57 | 25,57 | 4,44 | 3,12 | 833      |
| Évora (São Mamede)              | 37,27 | 33,48 | 20,00 | 3,08 | 2,73 | 1 135    |
| Horta das Figueiras             | 35,42 | 36,33 | 19,89 | 3,10 | 2,07 | 3 193    |
| Malagueira                      | 33,01 | 37,98 | 20,96 | 3,36 | 2,22 | 5 443    |
| Nossa Senhora da Boa Fé         | 37,08 | 55,83 | 4,58  | 1,25 | 0    | 240      |
| Nossa Senhora da Graça do Divor | 37,25 | 55,37 | 3,69  | 0,67 | 1,34 | 298      |
| Nossa Senhora da Tourega        | 40,54 | 43,40 | 8,03  | 2,49 | 1,34 | 523      |
| Nossa Senhora de Guadalupe      | 32,93 | 58,54 | 2,03  | 2,85 | 1,63 | 246      |
| Nossa Senhora de Machede        | 57,12 | 35,83 | 3,75  | 0,90 | 1,05 | 667      |
| São Bento do Mato               | 48,99 | 27,46 | 18,06 | 2,17 | 0,72 | 692      |
| São Manços                      | 46,31 | 41,08 | 5,95  | 1,62 | 1,26 | 555      |
| São Miguel de Machede           | 46,63 | 38,39 | 8,61  | 3,56 | 0,37 | 534      |
| São Sebastião da Giesteira      | 47,95 | 32,38 | 11,89 | 3,48 | 0,61 | 488      |
| São Vicente do Pigeiro          | 67,64 | 24,73 | 1,45  | 2,55 | 1,45 | 275      |
| Sé e São Pedro                  | 35,69 | 25,89 | 28,16 | 1,91 | 5,00 | 1 101    |
| Senhora da Saúde                | 40,74 | 28,26 | 22,50 | 2,49 | 3,38 | 4 377    |
| Torre de Coelheiros             | 45,44 | 47,38 | 4,85  | 1,17 | 0,58 | 515      |
| Évora                           | 39,48 | 35,02 | 17,68 | 2,83 | 2,25 | 26 236   |

#### Assembleia Municipal
| Partido                 | Partido                        | Votos  | %               | +/-  | Deputados | +/-     |
| ----------------------- | ------------------------------ | ------ | --------------- | ---- | --------- | ------- |
|                         | Partido Socialista             | 9 991  | 38,06 / 100,00  | 2,42 | 8 / 21    | 2       |
|                         | Coligação Democrática Unitária | 9 209  | 35,08 / 100,00  | 1,83 | 8 / 21    | Estável |
|                         | Partido Social Democrata       | 5 066  | 19,30 / 100,00  | 3,46 | 4 / 21    | 1       |
|                         | Bloco de Esquerda              | 1 164  | 4,43 / 100,00   | 1,00 | 1 / 21    | 1       |
| Votos Inválidos         | Votos Inválidos                | 822    | 3,13 / 100,00   | 1,52 |           |         |
| Total                   | Total                          | 26 252 | 100,00 / 100,00 |      | 21 / 21   |         |
| Eleitorado/Participação | Eleitorado/Participação        | 48 119 | 54,56 / 100,00  | 0,47 |           |         |

| Freguesia                       | %     | %     | %     | %    | Votantes |
| Freguesia                       | PS    | CDU   | PSD   | BE   | Votantes |
| ------------------------------- | ----- | ----- | ----- | ---- | -------- |
| Bacelo                          | 37,31 | 37,33 | 17,13 | 5,11 | 3 718    |
| Canaviais                       | 46,90 | 30,29 | 13,83 | 5,56 | 1 403    |
| Évora (Santo Antão)             | 30,25 | 30,97 | 30,37 | 5,52 | 833      |
| Évora (São Mamede)              | 35,42 | 32,25 | 23,26 | 5,73 | 1 135    |
| Horta das Figueiras             | 40,96 | 35,50 | 15,27 | 5,14 | 3 208    |
| Malagueira                      | 30,17 | 38,31 | 23,59 | 4,94 | 5 442    |
| Nossa Senhora da Boa Fé         | 34,17 | 55,83 | 5,83  | 0,83 | 240      |
| Nossa Senhora da Graça do Divor | 34,90 | 57,72 | 4,36  | 1,01 | 298      |
| Nossa Senhora da Tourega        | 41,11 | 42,26 | 9,18  | 2,87 | 523      |
| Nossa Senhora de Guadalupe      | 27,64 | 64,63 | 4,07  | 2,03 | 246      |
| Nossa Senhora de Machede        | 53,97 | 36,73 | 5,85  | 1,65 | 667      |
| São Bento do Mato               | 48,27 | 26,45 | 18,93 | 3,61 | 692      |
| São Manços                      | 44,14 | 43,24 | 6,49  | 1,62 | 555      |
| São Miguel de Machede           | 44,38 | 37,83 | 10,11 | 4,49 | 534      |
| São Sebastião da Giesteira      | 46,52 | 31,97 | 12,30 | 4,92 | 488      |
| São Vicente do Pigeiro          | 68,12 | 24,64 | 2,54  | 2,54 | 276      |
| Sé e São Pedro                  | 33,06 | 25,61 | 34,70 | 3,45 | 1 101    |
| Senhora da Saúde                | 38,28 | 28,48 | 25,61 | 4,13 | 4 378    |
| Torre de Coelheiros             | 45,83 | 46,41 | 5,63  | 1,36 | 515      |
| Évora                           | 38,06 | 35,08 | 19,30 | 4,43 | 26 252   |

#### Juntas de Freguesia
| Partido                 | Partido                        | Votos  | %               | +/-  | Presidentes | Mandatos  | +/-     |
| ----------------------- | ------------------------------ | ------ | --------------- | ---- | ----------- | --------- | ------- |
|                         | Partido Socialista             | 10 509 | 39,69 / 100,00  | 2,16 | 10 / 19     | 75 / 167  | 5       |
|                         | Coligação Democrática Unitária | 9 471  | 35,77 / 100,00  | 0,95 | 8 / 19      | 68 / 167  | 2       |
|                         | Partido Social Democrata       | 5 007  | 18,91 / 100,00  | 2,31 | 1 / 19      | 21 / 167  | 2       |
|                         | Grupo de Cidadãos              | 294    | 1,11 / 100,00   | 0,07 | 0 / 19      | 3 / 167   | 1       |
|                         | Bloco de Esquerda              | 271    | 1,02 / 100,00   | 0,14 | 0 / 19      | 0 / 167   | Estável |
| Votos Inválidos         | Votos Inválidos                | 929    | 3,51 / 100,00   | 1,28 |             |           |         |
| Total                   | Total                          | 26 481 | 100,00 / 100,00 |      | 19 / 19     | 167 / 167 |         |
| Eleitorado/Participação | Eleitorado/Participação        | 48 119 | 55,03 / 100,00  | 0,03 |             |           |         |

| Freguesia                       | Partido Vencedor | Partido Vencedor               | %              | Mandatos |
| ------------------------------- | ---------------- | ------------------------------ | -------------- | -------- |
| Bacelo                          |                  | Coligação Democrática Unitária | 42,01 / 100,00 | 6 / 13   |
| Canaviais                       |                  | Partido Socialista             | 57,59 / 100,00 | 6 / 9    |
| Évora (Santo Antão)             |                  | Partido Socialista             | 33,97 / 100,00 | 3 / 9    |
| Évora (São Mamede)              |                  | Partido Socialista             | 31,19 / 100,00 | 3 / 9    |
| Horta das Figueiras             |                  | Partido Socialista             | 40,42 / 100,00 | 5 / 13   |
| Malagueira                      |                  | Coligação Democrática Unitária | 37,96 / 100,00 | 6 / 13   |
| Nossa Senhora da Boa Fé         |                  | Coligação Democrática Unitária | 59,58 / 100,00 | 4 / 7    |
| Nossa Senhora da Graça do Divor |                  | Coligação Democrática Unitária | 59,40 / 100,00 | 4 / 7    |
| Nossa Senhora da Tourega        |                  | Coligação Democrática Unitária | 51,05 / 100,00 | 4 / 7    |
| Nossa Senhora de Guadalupe      |                  | Coligação Democrática Unitária | 69,51 / 100,00 | 5 / 7    |
| Nossa Senhora de Machede        |                  | Partido Socialista             | 59,82 / 100,00 | 5 / 7    |
| São Bento do Mato               |                  | Partido Socialista             | 52,60 / 100,00 | 5 / 9    |
| São Manços                      |                  | Coligação Democrática Unitária | 55,68 / 100,00 | 4 / 7    |
| São Miguel de Machede           |                  | Partido Socialista             | 52,25 / 100,00 | 4 / 7    |
| São Sebastião da Giesteira      |                  | Partido Socialista             | 49,59 / 100,00 | 4 / 7    |
| São Vicente do Pigeiro          |                  | Partido Socialista             | 67,88 / 100,00 | 5 / 7    |
| Sé e São Pedro                  |                  | Partido Social Democrata       | 35,03 / 100,00 | 3 / 9    |
| Senhora da Saúde                |                  | Partido Socialista             | 43,34 / 100,00 | 6 / 13   |
| Torre de Coelheiros             |                  | Coligação Democrática Unitária | 49,32 / 100,00 | 4 / 7    |

### Montemor-o-Novo

#### Câmara Municipal
| Partido                 | Partido                        | Votos  | %               | +/-  | Vereadores | +/-     |
| ----------------------- | ------------------------------ | ------ | --------------- | ---- | ---------- | ------- |
|                         | Coligação Democrática Unitária | 5 313  | 55,03 / 100,00  | 1,39 | 4 / 7      | Estável |
|                         | Partido Socialista             | 2 733  | 28,31 / 100,00  | 0,14 | 2 / 7      | Estável |
|                         | Partido Social Democrata       | 1 289  | 13,35 / 100,00  | -    | 1 / 7      | -       |
| Votos Inválidos         | Votos Inválidos                | 319    | 3,31 / 100,00   | 0,61 |            |         |
| Total                   | Total                          | 9 654  | 100,00 / 100,00 |      | 7 / 7      |         |
| Eleitorado/Participação | Eleitorado/Participação        | 15 622 | 61,80 / 100,00  | 1,25 |            |         |

| Freguesia                 | %     | %     | %     | Votantes |
| Freguesia                 | CDU   | PS    | PSD   | Votantes |
| ------------------------- | ----- | ----- | ----- | -------- |
| Cabrela                   | 32,68 | 53,90 | 11,22 | 410      |
| Ciborro                   | 41,78 | 51,45 | 4,64  | 517      |
| Cortiçadas                | 63,69 | 15,73 | 15,15 | 515      |
| Foros de Vale de Figueira | 60,54 | 33,03 | 4,78  | 669      |
| Lavre                     | 55,11 | 24,89 | 17,11 | 450      |
| Nossa Senhora da Vila     | 55,73 | 26,94 | 13,98 | 2 855    |
| Nossa Senhora do Bispo    | 53,71 | 26,44 | 15,83 | 2 666    |
| Santiago do Escoural      | 61,43 | 29,79 | 6,24  | 866      |
| São Cristóvão             | 49,88 | 13,11 | 33,26 | 427      |
| Silveiras                 | 76,70 | 15,77 | 5,38  | 279      |
| Montemor-o-Novo           | 55,03 | 28,31 | 13,35 | 9 654    |

#### Assembleia Municipal
| Partido                 | Partido                        | Votos  | %               | +/-  | Deputados | +/-     |
| ----------------------- | ------------------------------ | ------ | --------------- | ---- | --------- | ------- |
|                         | Coligação Democrática Unitária | 5 147  | 53,32 / 100,00  | 0,91 | 12 / 21   | Estável |
|                         | Partido Socialista             | 2 855  | 29,58 / 100,00  | 0,33 | 6 / 21    | Estável |
|                         | Partido Social Democrata       | 1 332  | 13,80 / 100,00  | -    | 3 / 21    | -       |
| Votos Inválidos         | Votos Inválidos                | 319    | 3,31 / 100,00   | 0,70 |           |         |
| Total                   | Total                          | 9 653  | 100,00 / 100,00 |      | 21 / 21   |         |
| Eleitorado/Participação | Eleitorado/Participação        | 15 622 | 61,79 / 100,00  | 1,26 |           |         |

| Freguesia                 | %     | %     | %     | Votantes |
| Freguesia                 | CDU   | PS    | PSD   | Votantes |
| ------------------------- | ----- | ----- | ----- | -------- |
| Cabrela                   | 28,78 | 55,61 | 12,44 | 410      |
| Ciborro                   | 41,20 | 52,42 | 4,06  | 517      |
| Cortiçadas                | 64,85 | 14,76 | 14,56 | 515      |
| Foros de Vale de Figueira | 56,65 | 35,43 | 5,98  | 669      |
| Lavre                     | 53,56 | 25,78 | 18,44 | 450      |
| Nossa Senhora da Vila     | 54,29 | 27,85 | 14,26 | 2 855    |
| Nossa Senhora do Bispo    | 51,33 | 28,33 | 16,62 | 2 665    |
| Santiago do Escoural      | 60,16 | 31,29 | 6,35  | 866      |
| São Cristóvão             | 49,65 | 14,29 | 33,49 | 427      |
| Silveiras                 | 75,63 | 16,13 | 5,02  | 279      |
| Montemor-o-Novo           | 53,32 | 29,58 | 13,80 | 9 653    |

#### Juntas de Freguesia
| Partido                 | Partido                        | Votos  | %               | +/-  | Presidentes | Mandatos | +/-     |
| ----------------------- | ------------------------------ | ------ | --------------- | ---- | ----------- | -------- | ------- |
|                         | Coligação Democrática Unitária | 5 070  | 52,52 / 100,00  | 1,09 | 8 / 10      | 44 / 76  | 2       |
|                         | Partido Socialista             | 2 994  | 31,02 / 100,00  | 0,94 | 2 / 10      | 25 / 76  | Estável |
|                         | Partido Social Democrata       | 1 269  | 13,15 / 100,00  | -    | 0 / 10      | 7 / 76   | -       |
| Votos Inválidos         | Votos Inválidos                | 320    | 3,31 / 100,00   | 0,58 |             |          |         |
| Total                   | Total                          | 9 653  | 100,00 / 100,00 |      | 10 / 10     | 76 / 76  |         |
| Eleitorado/Participação | Eleitorado/Participação        | 15 622 | 61,80 / 100,00  | 1,26 |             |          |         |

| Freguesia                 | Partido Vencedor | Partido Vencedor               | %              | Mandatos |
| ------------------------- | ---------------- | ------------------------------ | -------------- | -------- |
| Cabrela                   |                  | Partido Socialista             | 65,12 / 100,00 | 5 / 7    |
| Ciborro                   |                  | Partido Socialista             | 54,16 / 100,00 | 4 / 7    |
| Cortiçadas                |                  | Coligação Democrática Unitária | 63,88 / 100,00 | 5 / 7    |
| Foros de Vale de Figueira |                  | Coligação Democrática Unitária | 48,73 / 100,00 | 4 / 7    |
| Lavre                     |                  | Coligação Democrática Unitária | 55,78 / 100,00 | 5 / 7    |
| Nossa Senhora da Vila     |                  | Coligação Democrática Unitária | 54,22 / 100,00 | 5 / 9    |
| Nossa Senhora do Bispo    |                  | Coligação Democrática Unitária | 52,05 / 100,00 | 5 / 9    |
| Santiago do Escoural      |                  | Coligação Democrática Unitária | 55,20 / 100,00 | 5 / 9    |
| São Cristóvão             |                  | Coligação Democrática Unitária | 49,65 / 100,00 | 4 / 7    |
| Silveiras                 |                  | Coligação Democrática Unitária | 77,78 / 100,00 | 6 / 7    |

### Mora

#### Câmara Municipal
| Partido                 | Partido                        | Votos | %               | +/-  | Vereadores | +/-     |
| ----------------------- | ------------------------------ | ----- | --------------- | ---- | ---------- | ------- |
|                         | Coligação Democrática Unitária | 1 955 | 61,29 / 100,00  | 6,51 | 3 / 5      | 1       |
|                         | Partido Socialista             | 548   | 17,18 / 100,00  | 8,57 | 1 / 5      | Estável |
|                         | Partido Social Democrata       | 494   | 15,49 / 100,00  | 4,63 | 1 / 5      | 1       |
|                         | Bloco de Esquerda              | 88    | 2,76 / 100,00   | 1,56 | 0 / 5      | Estável |
| Votos Inválidos         | Votos Inválidos                | 105   | 3,29 / 100,00   | 1,00 |            |         |
| Total                   | Total                          | 3 190 | 100,00 / 100,00 |      | 5 / 5      |         |
| Eleitorado/Participação | Eleitorado/Participação        | 5 131 | 62,17 / 100,00  | 4,53 |            |         |

| Freguesia | %     | %     | %     | %    | Votantes |
| Freguesia | CDU   | PS    | PSD   | BE   | Votantes |
| --------- | ----- | ----- | ----- | ---- | -------- |
| Brotas    | 57,29 | 16,71 | 18,04 | 4,24 | 377      |
| Cabeção   | 73,72 | 16,79 | 4,23  | 2,77 | 685      |
| Mora      | 57,78 | 17,19 | 18,50 | 2,68 | 1 530    |
| Pavia     | 58,53 | 17,89 | 19,06 | 2,01 | 598      |
| Mora      | 61,29 | 17,18 | 15,49 | 2,76 | 3 190    |

#### Assembleia Municipal
| Partido                 | Partido                        | Votos | %               | +/-  | Deputados | +/-     |
| ----------------------- | ------------------------------ | ----- | --------------- | ---- | --------- | ------- |
|                         | Coligação Democrática Unitária | 1 856 | 58,18 / 100,00  | 5,47 | 10 / 15   | 1       |
|                         | Partido Socialista             | 591   | 18,53 / 100,00  | 6,14 | 3 / 15    | 1       |
|                         | Partido Social Democrata       | 511   | 16,02 / 100,00  | 2,97 | 2 / 15    | Estável |
|                         | Bloco de Esquerda              | 111   | 3,48 / 100,00   | 1,52 | 0 / 15    | Estável |
| Votos Inválidos         | Votos Inválidos                | 121   | 3,79 / 100,00   | 0,79 |           |         |
| Total                   | Total                          | 3 190 | 100,00 / 100,00 |      | 15 / 15   |         |
| Eleitorado/Participação | Eleitorado/Participação        | 5 131 | 62,17 / 100,00  | 4,49 |           |         |

| Freguesia | %     | %     | %     | %    | Votantes |
| Freguesia | CDU   | PS    | PSD   | BE   | Votantes |
| --------- | ----- | ----- | ----- | ---- | -------- |
| Brotas    | 54,64 | 16,18 | 21,22 | 3,71 | 377      |
| Cabeção   | 68,03 | 18,69 | 5,40  | 4,23 | 685      |
| Mora      | 54,71 | 18,95 | 18,95 | 3,40 | 1 530    |
| Pavia     | 58,03 | 18,73 | 17,39 | 2,68 | 598      |
| Mora      | 58,18 | 18,53 | 16,02 | 3,48 | 3 190    |

#### Juntas de Freguesia
| Partido                 | Partido                        | Votos | %               | +/-  | Presidentes | Mandatos | +/-     |
| ----------------------- | ------------------------------ | ----- | --------------- | ---- | ----------- | -------- | ------- |
|                         | Coligação Democrática Unitária | 1 941 | 60,85 / 100,00  | 5,14 | 4 / 4       | 24 / 34  | 2       |
|                         | Partido Socialista             | 541   | 16,96 / 100,00  | 5,27 | 0 / 4       | 5 / 34   | 2       |
|                         | Partido Social Democrata       | 498   | 15,61 / 100,00  | 6,80 | 0 / 4       | 5 / 34   | 3       |
|                         | Bloco de Esquerda              | 46    | 1,44 / 100,00   | 1,39 | 0 / 4       | 0 / 34   | Estável |
|                         | CDS – Partido Popular          | 20    | 0,63 / 100,00   | -    | 0 / 4       | 0 / 34   | -       |
| Votos Inválidos         | Votos Inválidos                | 144   | 4,52 / 100,00   | 0,30 |             |          |         |
| Total                   | Total                          | 3 190 | 100,00 / 100,00 |      | 4 / 4       | 34 / 34  |         |
| Eleitorado/Participação | Eleitorado/Participação        | 5 131 | 62,17 / 100,00  | 4,49 |             |          |         |

| Freguesia | Partido Vencedor | Partido Vencedor               | %              | Mandatos |
| --------- | ---------------- | ------------------------------ | -------------- | -------- |
| Brotas    |                  | Coligação Democrática Unitária | 54,91 / 100,00 | 4 / 7    |
| Cabeção   |                  | Coligação Democrática Unitária | 74,16 / 100,00 | 7 / 9    |
| Mora      |                  | Coligação Democrática Unitária | 55,10 / 100,00 | 6 / 9    |
| Pavia     |                  | Coligação Democrática Unitária | 64,05 / 100,00 | 7 / 9    |

### Mourão

#### Câmara Municipal
| Partido                 | Partido                                      | Votos | %               | +/-   | Vereadores | +/-     |
| ----------------------- | -------------------------------------------- | ----- | --------------- | ----- | ---------- | ------- |
|                         | Partido Socialista                           | 902   | 48,18 / 100,00  | 1,30  | 3 / 5      | Estável |
|                         | PSD-CDS                                      | 522   | 27,88 / 100,00  | 17,83 | 2 / 5      | Estável |
|                         | Cidadãos Independentes do Concelho de Mourão | 188   | 10,04 / 100,00  | Novo  | 0 / 5      | Novo    |
|                         | Coligação Democrática Unitária               | 166   | 8,87 / 100,00   | 5,06  | 0 / 5      | Estável |
| Votos Inválidos         | Votos Inválidos                              | 94    | 5,02 / 100,00   | 1,41  |            |         |
| Total                   | Total                                        | 1 872 | 100,00 / 100,00 |       | 5 / 5      |         |
| Eleitorado/Participação | Eleitorado/Participação                      | 2 554 | 73,30 / 100,00  | 3,70  |            |         |

| Freguesia | %     | %        | %     | %     | Votantes |
| Freguesia | PS    | PSD- CDS | CICM  | CDU   | Votantes |
| --------- | ----- | -------- | ----- | ----- | -------- |
| Granja    | 46,61 | 19,70    | 19,49 | 5,93  | 472      |
| Luz       | 39,48 | 55,72    | 1,11  | 1,11  | 271      |
| Mourão    | 50,93 | 24,62    | 8,24  | 11,96 | 1 129    |
| Mourão    | 48,18 | 27,88    | 10,04 | 8,87  | 1 872    |

#### Assembleia Municipal
| Partido                 | Partido                                      | Votos | %               | +/-   | Deputados | +/-  |
| ----------------------- | -------------------------------------------- | ----- | --------------- | ----- | --------- | ---- |
|                         | Partido Socialista                           | 902   | 48,18 / 100,00  | 1,38  | 9 / 15    | 1    |
|                         | PSD-CDS                                      | 499   | 26,66 / 100,00  | 16,94 | 4 / 15    | 3    |
|                         | Cidadãos Independentes do Concelho de Mourão | 194   | 10,36 / 100,00  | Novo  | 1 / 15    | Novo |
|                         | Coligação Democrática Unitária               | 182   | 9,72 / 100,00   | 4,33  | 1 / 15    | 1    |
| Votos Inválidos         | Votos Inválidos                              | 95    | 5,07 / 100,00   | 0,86  |           |      |
| Total                   | Total                                        | 1 872 | 100,00 / 100,00 |       | 15 / 15   |      |
| Eleitorado/Participação | Eleitorado/Participação                      | 2 554 | 73,30 / 100,00  | 3,67  |           |      |

| Freguesia | %     | %        | %     | %     | Votantes |
| Freguesia | PS    | PSD- CDS | CICM  | CDU   | Votantes |
| --------- | ----- | -------- | ----- | ----- | -------- |
| Granja    | 45,55 | 17,58    | 20,34 | 6,78  | 472      |
| Luz       | 39,85 | 55,72    | 1,11  | 1,48  | 271      |
| Mourão    | 51,28 | 23,47    | 8,41  | 12,93 | 1 129    |
| Mourão    | 48,18 | 26,66    | 10,36 | 9,72  | 1 872    |

#### Juntas de Freguesia
| Partido                 | Partido                        | Votos | %               | +/-  | Presidentes | Mandatos | +/-     |
| ----------------------- | ------------------------------ | ----- | --------------- | ---- | ----------- | -------- | ------- |
|                         | Partido Socialista             | 880   | 46,98 / 100,00  | 3,46 | 1 / 3       | 11 / 23  | 1       |
|                         | PSD-CDS                        | 406   | 21,68 / 100,00  | 9,69 | 1 / 3       | 6 / 23   | 2       |
|                         | Grupo de Cidadãos              | 366   | 19,54 / 100,00  | 5,15 | 1 / 3       | 5 / 23   | 1       |
|                         | Coligação Democrática Unitária | 157   | 8,38 / 100,00   | 0,91 | 0 / 3       | 1 / 23   | Estável |
| Votos Inválidos         | Votos Inválidos                | 64    | 3,42 / 100,00   | 0,17 |             |          |         |
| Total                   | Total                          | 1 873 | 100,00 / 100,00 |      | 3 / 3       | 23 / 23  |         |
| Eleitorado/Participação | Eleitorado/Participação        | 2 554 | 73,34 / 100,00  | 3,59 |             |          |         |

| Freguesia | Partido Vencedor | Partido Vencedor   | %              | Mandatos |
| --------- | ---------------- | ------------------ | -------------- | -------- |
| Granja    |                  | Grupo de Cidadãos  | 62,08 / 100,00 | 5 / 7    |
| Luz       |                  | PSD-CDS            | 53,14 / 100,00 | 4 / 7    |
| Mourão    |                  | Partido Socialista | 53,72 / 100,00 | 6 / 9    |

### Portel

#### Câmara Municipal
| Partido                 | Partido                        | Votos | %               | +/-  | Vereadores | +/-     |
| ----------------------- | ------------------------------ | ----- | --------------- | ---- | ---------- | ------- |
|                         | Partido Socialista             | 2 912 | 65,59 / 100,00  | 8,96 | 4 / 5      | 1       |
|                         | Coligação Democrática Unitária | 1 387 | 31,24 / 100,00  | 7,66 | 1 / 5      | 1       |
|                         | CDS – Partido Popular          | 46    | 1,04 / 100,00   | 0,67 | 0 / 5      | Estável |
| Votos Inválidos         | Votos Inválidos                | 95    | 2,14 / 100,00   | 0,22 |            |         |
| Total                   | Total                          | 4 440 | 100,00 / 100,00 |      | 5 / 5      |         |
| Eleitorado/Participação | Eleitorado/Participação        | 6 005 | 73,94 / 100,00  | 0,38 |            |         |

| Freguesia                 | %     | %     | %    | Votantes |
| Freguesia                 | PS    | CDU   | CDS  | Votantes |
| ------------------------- | ----- | ----- | ---- | -------- |
| Alqueva                   | 66,08 | 29,72 | 0,70 | 286      |
| Amieira                   | 39,27 | 57,43 | 0,66 | 303      |
| Monte do Trigo            | 49,64 | 48,09 | 0,95 | 838      |
| Oriola                    | 68,40 | 28,47 | 0,69 | 288      |
| Portel                    | 71,75 | 24,81 | 1,31 | 1 685    |
| Santana                   | 77,86 | 19,01 | 1,04 | 384      |
| São Bartolomeu do Outeiro | 71,01 | 24,93 | 1,16 | 345      |
| Vera Cruz                 | 76,53 | 21,22 | 0,64 | 311      |
| Portel                    | 65,59 | 31,24 | 1,04 | 4 440    |

#### Assembleia Municipal
| Partido                 | Partido                        | Votos | %               | +/-  | Deputados | +/- |
| ----------------------- | ------------------------------ | ----- | --------------- | ---- | --------- | --- |
|                         | Partido Socialista             | 2 775 | 62,50 / 100,00  | 8,36 | 10 / 15   | 1   |
|                         | Coligação Democrática Unitária | 1 484 | 33,42 / 100,00  | 6,98 | 5 / 15    | 1   |
|                         | CDS – Partido Popular          | 85    | 1,91 / 100,00   | -    | 0 / 15    | -   |
| Votos Inválidos         | Votos Inválidos                | 96    | 2,16 / 100,00   | 0,71 |           |     |
| Total                   | Total                          | 4 440 | 100,00 / 100,00 |      | 15 / 15   |     |
| Eleitorado/Participação | Eleitorado/Participação        | 6 005 | 73,94 / 100,00  | 0,36 |           |     |

| Freguesia                 | %     | %     | %    | Votantes |
| Freguesia                 | PS    | CDU   | CDS  | Votantes |
| ------------------------- | ----- | ----- | ---- | -------- |
| Alqueva                   | 62,94 | 32,52 | 1,05 | 286      |
| Amieira                   | 37,29 | 58,75 | 0,99 | 303      |
| Monte do Trigo            | 46,42 | 50,60 | 1,55 | 838      |
| Oriola                    | 64,24 | 31,60 | 1,39 | 288      |
| Portel                    | 68,61 | 26,47 | 2,67 | 1 685    |
| Santana                   | 74,48 | 21,09 | 2,60 | 384      |
| São Bartolomeu do Outeiro | 68,12 | 28,12 | 1,45 | 345      |
| Vera Cruz                 | 74,28 | 23,79 | 0,64 | 311      |
| Portel                    | 62,50 | 33,42 | 1,91 | 4 440    |

#### Juntas de Freguesia
| Partido                 | Partido                        | Votos | %               | +/-  | Presidentes | Mandatos | +/- |
| ----------------------- | ------------------------------ | ----- | --------------- | ---- | ----------- | -------- | --- |
|                         | Partido Socialista             | 2 749 | 61,91 / 100,00  | 8,44 | 6 / 8       | 38 / 70  | 5   |
|                         | Coligação Democrática Unitária | 1 564 | 35,23 / 100,00  | 6,50 | 2 / 8       | 22 / 70  | 5   |
|                         | CDS – Partido Popular          | 2     | 0,05 / 100,00   | -    | 0 / 8       | 0 / 70   | -   |
| Votos Inválidos         | Votos Inválidos                | 125   | 2,82 / 100,00   | 0,43 |             |          |     |
| Total                   | Total                          | 4 440 | 100,00 / 100,00 |      | 8 / 8       | 70 / 70  |     |
| Eleitorado/Participação | Eleitorado/Participação        | 6 005 | 73,94 / 100,00  | 0,38 |             |          |     |

| Freguesia                 | Partido Vencedor | Partido Vencedor               | %              | Mandatos |
| ------------------------- | ---------------- | ------------------------------ | -------------- | -------- |
| Alqueva                   |                  | Partido Socialista             | 55,24 / 100,00 | 4 / 7    |
| Amieira                   |                  | Coligação Democrática Unitária | 57,43 / 100,00 | 4 / 7    |
| Monte do Trigo            |                  | Coligação Democrática Unitária | 55,01 / 100,00 | 5 / 9    |
| Oriola                    |                  | Partido Socialista             | 59,72 / 100,00 | 4 / 7    |
| Portel                    |                  | Partido Socialista             | 72,88 / 100,00 | 7 / 9    |
| Santana                   |                  | Partido Socialista             | 66,93 / 100,00 | 5 / 7    |
| São Bartolomeu do Outeiro |                  | Partido Socialista             | 62,03 / 100,00 | 5 / 7    |
| Vera Cruz                 |                  | Partido Socialista             | 78,46 / 100,00 | 6 / 7    |

### Redondo

#### Câmara Municipal
| Partido                 | Partido                                       | Votos | %               | +/-   | Vereadores | +/-     |
| ----------------------- | --------------------------------------------- | ----- | --------------- | ----- | ---------- | ------- |
|                         | Movimento Independente do Concelho do Redondo | 2 127 | 53,88 / 100,00  | 10,31 | 4 / 5      | 1       |
|                         | Partido Socialista                            | 998   | 25,28 / 100,00  | 4,79  | 1 / 5      | 1       |
|                         | Coligação Democrática Unitária                | 368   | 9,32 / 100,00   | 3,78  | 0 / 5      | Estável |
|                         | Partido Social Democrata                      | 352   | 8,92 / 100,00   | 0,55  | 0 / 5      | Estável |
| Votos Inválidos         | Votos Inválidos                               | 103   | 2,61 / 100,00   | 0,29  |            |         |
| Total                   | Total                                         | 3 948 | 100,00 / 100,00 |       | 5 / 5      |         |
| Eleitorado/Participação | Eleitorado/Participação                       | 6 350 | 62,17 / 100,00  | 5,22  |            |         |

| Freguesia | %     | %     | %     | %    | Votantes |
| Freguesia | MICRE | PS    | CDU   | PSD  | Votantes |
| --------- | ----- | ----- | ----- | ---- | -------- |
| Montoito  | 40,46 | 33,16 | 14,72 | 8,58 | 781      |
| Redondo   | 57,18 | 23,33 | 7,99  | 9,00 | 3 167    |
| Redondo   | 53,88 | 25,28 | 9,32  | 8,92 | 3 948    |

#### Assembleia Municipal
| Partido                 | Partido                                       | Votos | %               | +/-   | Deputados | +/-     |
| ----------------------- | --------------------------------------------- | ----- | --------------- | ----- | --------- | ------- |
|                         | Movimento Independente do Concelho do Redondo | 2 074 | 52,53 / 100,00  | 10,02 | 9 / 15    | 2       |
|                         | Partido Socialista                            | 1 001 | 25,35 / 100,00  | 3,73  | 4 / 15    | 1       |
|                         | Coligação Democrática Unitária                | 398   | 10,08 / 100,00  | 3,51  | 1 / 15    | 1       |
|                         | Partido Social Democrata                      | 374   | 9,47 / 100,00   | 0,84  | 1 / 15    | Estável |
| Votos Inválidos         | Votos Inválidos                               | 101   | 2,56 / 100,00   | 0,32  |           |         |
| Total                   | Total                                         | 3 948 | 100,00 / 100,00 |       | 15 / 15   |         |
| Eleitorado/Participação | Eleitorado/Participação                       | 6 350 | 62,17 / 100,00  | 5,22  |           |         |

| Freguesia | %     | %     | %     | %    | Votantes |
| Freguesia | MICRE | PS    | CDU   | PSD  | Votantes |
| --------- | ----- | ----- | ----- | ---- | -------- |
| Montoito  | 39,31 | 33,42 | 16,13 | 7,94 | 781      |
| Redondo   | 55,79 | 23,37 | 8,59  | 9,85 | 3 167    |
| Redondo   | 52,53 | 25,35 | 10,08 | 9,47 | 3 948    |

#### Juntas de Freguesia
| Partido                 | Partido                        | Votos | %               | +/-  | Presidentes | Mandatos | +/-     |
| ----------------------- | ------------------------------ | ----- | --------------- | ---- | ----------- | -------- | ------- |
|                         | Grupo de Cidadãos              | 2 021 | 51,19 / 100,00  | 9,20 | 2 / 2       | 12 / 22  | 4       |
|                         | Partido Socialista             | 1 102 | 27,91 / 100,00  | 3,53 | 0 / 2       | 6 / 22   | 2       |
|                         | Coligação Democrática Unitária | 389   | 9,85 / 100,00   | 2,94 | 0 / 2       | 2 / 22   | 1       |
|                         | Partido Social Democrata       | 340   | 8,61 / 100,00   | 2,59 | 0 / 2       | 2 / 22   | Estável |
| Votos Inválidos         | Votos Inválidos                | 96    | 2,43 / 100,00   | 0,15 |             |          |         |
| Total                   | Total                          | 3 948 | 100,00 / 100,00 |      | 2 / 2       | 22 / 22  | 1       |
| Eleitorado/Participação | Eleitorado/Participação        | 6 350 | 62,17 / 100,00  | 5,23 |             |          |         |

| Freguesia | Partido Vencedor | Partido Vencedor  | %              | Mandatos |
| --------- | ---------------- | ----------------- | -------------- | -------- |
| Montoito  |                  | Grupo de Cidadãos | 38,03 / 100,00 | 4 / 9    |
| Redondo   |                  | Grupo de Cidadãos | 54,44 / 100,00 | 8 / 13   |

### Reguengos de Monsaraz

#### Câmara Municipal
| Partido                 | Partido                        | Votos | %               | +/-   | Vereadores | +/- |
| ----------------------- | ------------------------------ | ----- | --------------- | ----- | ---------- | --- |
|                         | Partido Socialista             | 3 528 | 64,66 / 100,00  | 15,01 | 4 / 5      | 1   |
|                         | Coligação Democrática Unitária | 1 059 | 19,41 / 100,00  | 5,28  | 1 / 5      | 1   |
|                         | PSD-CDS                        | 704   | 12,90 / 100,00  | -     | 0 / 5      | -   |
| Votos Inválidos         | Votos Inválidos                | 165   | 3,03 / 100,00   | 0,55  |            |     |
| Total                   | Total                          | 5 456 | 100,00 / 100,00 |       | 5 / 5      |     |
| Eleitorado/Participação | Eleitorado/Participação        | 9 301 | 58,66 / 100,00  | 3,17  |            |     |

| Freguesia             | %     | %     | %        | Votantes |
| Freguesia             | PS    | CDU   | PSD- CDS | Votantes |
| --------------------- | ----- | ----- | -------- | -------- |
| Campinho              | 66,04 | 15,21 | 15,63    | 480      |
| Campo                 | 58,74 | 26,01 | 10,76    | 446      |
| Corval                | 72,08 | 17,74 | 7,92     | 795      |
| Monsaraz              | 71,60 | 12,06 | 14,59    | 514      |
| Reguengos de Monsaraz | 62,34 | 20,71 | 13,75    | 3 221    |
| Reguengos de Monsaraz | 64,66 | 19,41 | 12,90    | 5 456    |

#### Assembleia Municipal
| Partido                 | Partido                        | Votos | %               | +/-   | Deputados | +/- |
| ----------------------- | ------------------------------ | ----- | --------------- | ----- | --------- | --- |
|                         | Partido Socialista             | 3 418 | 62,65 / 100,00  | 13,54 | 10 / 15   | 2   |
|                         | Coligação Democrática Unitária | 1 047 | 19,19 / 100,00  | 3,11  | 3 / 15    | 1   |
|                         | PSD-CDS                        | 784   | 14,37 / 100,00  | -     | 2 / 15    | -   |
| Votos Inválidos         | Votos Inválidos                | 207   | 3,79 / 100,00   | 0,73  |           |     |
| Total                   | Total                          | 5 456 | 100,00 / 100,00 |       | 15 / 15   |     |
| Eleitorado/Participação | Eleitorado/Participação        | 9 301 | 58,66 / 100,00  | 3,17  |           |     |

| Freguesia             | %     | %     | %        | Votantes |
| Freguesia             | PS    | CDU   | PSD- CDS | Votantes |
| --------------------- | ----- | ----- | -------- | -------- |
| Campinho              | 67,08 | 14,79 | 14,58    | 480      |
| Campo                 | 55,16 | 29,15 | 11,21    | 446      |
| Corval                | 66,04 | 20,88 | 9,56     | 795      |
| Monsaraz              | 69,65 | 12,65 | 14,20    | 514      |
| Reguengos de Monsaraz | 61,07 | 19,09 | 15,99    | 3 221    |
| Reguengos de Monsaraz | 62,65 | 19,19 | 14,37    | 5 456    |

#### Juntas de Freguesia
| Partido                 | Partido                        | Votos | %               | +/-   | Presidentes | Mandatos | +/- |
| ----------------------- | ------------------------------ | ----- | --------------- | ----- | ----------- | -------- | --- |
|                         | Partido Socialista             | 3 348 | 61,36 / 100,00  | 16,37 | 5 / 5       | 29 / 43  | 8   |
|                         | Coligação Democrática Unitária | 1 128 | 20,67 / 100,00  | 5,44  | 0 / 5       | 9 / 43   | 3   |
|                         | PSD-CDS                        | 798   | 14,63 / 100,00  | -     | 0 / 5       | 5 / 43   | -   |
| Votos Inválidos         | Votos Inválidos                | 182   | 3,34 / 100,00   | 0,24  |             |          |     |
| Total                   | Total                          | 5 456 | 100,00 / 100,00 |       | 5 / 5       | 43 / 43  |     |
| Eleitorado/Participação | Eleitorado/Participação        | 9 301 | 58,66 / 100,00  | 3,17  |             |          |     |

| Freguesia             | Partido Vencedor | Partido Vencedor   | %              | Mandatos |
| --------------------- | ---------------- | ------------------ | -------------- | -------- |
| Campinho              |                  | Partido Socialista | 59,79 / 100,00 | 5 / 7    |
| Campo                 |                  | Partido Socialista | 46,86 / 100,00 | 4 / 7    |
| Corval                |                  | Partido Socialista | 62,52 / 100,00 | 6 / 9    |
| Monsaraz              |                  | Partido Socialista | 64,59 / 100,00 | 5 / 7    |
| Reguengos de Monsaraz |                  | Partido Socialista | 62,81 / 100,00 | 9 / 13   |

### Vendas Novas

#### Câmara Municipal
| Partido                 | Partido                        | Votos  | %               | +/-  | Vereadores | +/-     |
| ----------------------- | ------------------------------ | ------ | --------------- | ---- | ---------- | ------- |
|                         | Coligação Democrática Unitária | 3 144  | 52,20 / 100,00  | 6,19 | 4 / 7      | Estável |
|                         | Partido Socialista             | 1 821  | 30,23 / 100,00  | 2,27 | 2 / 7      | Estável |
|                         | Partido Social Democrata       | 873    | 14,49 / 100,00  | 3,27 | 1 / 7      | Estável |
| Votos Inválidos         | Votos Inválidos                | 185    | 3,07 / 100,00   | 0,67 |            |         |
| Total                   | Total                          | 6 023  | 100,00 / 100,00 |      | 7 / 7      |         |
| Eleitorado/Participação | Eleitorado/Participação        | 10 457 | 57,60 / 100,00  | 3,05 |            |         |

| Freguesia    | %     | %     | %     | Votantes |
| Freguesia    | CDU   | PS    | PSD   | Votantes |
| ------------ | ----- | ----- | ----- | -------- |
| Landeira     | 52,43 | 39,03 | 6,80  | 515      |
| Vendas Novas | 52,18 | 29,41 | 15,21 | 5 508    |
| Vendas Novas | 52,20 | 30,23 | 14,49 | 6 023    |

#### Assembleia Municipal
| Partido                 | Partido                        | Votos  | %               | +/-  | Deputados | +/-     |
| ----------------------- | ------------------------------ | ------ | --------------- | ---- | --------- | ------- |
|                         | Coligação Democrática Unitária | 3 058  | 50,77 / 100,00  | 4,99 | 11 / 21   | 1       |
|                         | Partido Socialista             | 1 818  | 30,18 / 100,00  | 0,76 | 7 / 21    | Estável |
|                         | Partido Social Democrata       | 950    | 15,77 / 100,00  | 3,49 | 3 / 21    | 1       |
| Votos Inválidos         | Votos Inválidos                | 197    | 3,27 / 100,00   | 0,76 |           |         |
| Total                   | Total                          | 6 023  | 100,00 / 100,00 |      | 21 / 21   |         |
| Eleitorado/Participação | Eleitorado/Participação        | 10 457 | 57,60 / 100,00  | 3,05 |           |         |

| Freguesia    | %     | %     | %     | Votantes |
| Freguesia    | CDU   | PS    | PSD   | Votantes |
| ------------ | ----- | ----- | ----- | -------- |
| Landeira     | 51,26 | 40,58 | 6,60  | 515      |
| Vendas Novas | 50,73 | 29,21 | 16,63 | 5 508    |
| Vendas Novas | 50,77 | 30,18 | 15,77 | 6 023    |

#### Juntas de Freguesia
| Partido                 | Partido                        | Votos  | %               | +/-  | Presidentes | Mandatos | +/- |
| ----------------------- | ------------------------------ | ------ | --------------- | ---- | ----------- | -------- | --- |
|                         | Coligação Democrática Unitária | 3 075  | 51,05 / 100,00  | 4,90 | 1 / 2       | 10 / 20  | 1   |
|                         | Partido Socialista             | 1 836  | 30,48 / 100,00  | 0,79 | 1 / 2       | 8 / 20   | 2   |
|                         | Partido Social Democrata       | 919    | 15,26 / 100,00  | 3,25 | 0 / 2       | 2 / 20   | 1   |
| Votos Inválidos         | Votos Inválidos                | 193    | 3,20 / 100,00   | 0,87 |             |          |     |
| Total                   | Total                          | 6 023  | 100,00 / 100,00 |      | 2 / 2       | 20 / 20  |     |
| Eleitorado/Participação | Eleitorado/Participação        | 10 457 | 57,60 / 100,00  | 3,05 |             |          |     |

| Freguesia    | Partido Vencedor | Partido Vencedor               | %              | Mandatos |
| ------------ | ---------------- | ------------------------------ | -------------- | -------- |
| Landeira     |                  | Partido Socialista             | 51,26 / 100,00 | 4 / 7    |
| Vendas Novas |                  | Coligação Democrática Unitária | 51,74 / 100,00 | 7 / 13   |

### Viana do Alentejo

#### Câmara Municipal
| Partido                 | Partido                        | Votos | %               | +/-   | Vereadores | +/- |
| ----------------------- | ------------------------------ | ----- | --------------- | ----- | ---------- | --- |
|                         | Partido Socialista             | 1 773 | 52,06 / 100,00  | 29,20 | 3 / 5      | 2   |
|                         | Coligação Democrática Unitária | 1 302 | 38,23 / 100,00  | 15,01 | 2 / 5      | 1   |
|                         | Partido Social Democrata       | 193   | 5,67 / 100,00   | 13,43 | 0 / 5      | 1   |
|                         | Bloco de Esquerda              | 50    | 1,47 / 100,00   | -     | 0 / 5      | -   |
| Votos Inválidos         | Votos Inválidos                | 88    | 2,59 / 100,00   | 2,21  |            |     |
| Total                   | Total                          | 3 406 | 100,00 / 100,00 |       | 5 / 5      |     |
| Eleitorado/Participação | Eleitorado/Participação        | 4 964 | 68,61 / 100,00  | 6,12  |            |     |

| Freguesia         | %     | %     | %    | %    | Votantes |
| Freguesia         | PS    | CDU   | PSD  | BE   | Votantes |
| ----------------- | ----- | ----- | ---- | ---- | -------- |
| Aguiar            | 43,06 | 52,24 | 1,02 | 0,82 | 490      |
| Alcáçovas         | 50,69 | 36,74 | 8,03 | 2,03 | 1 233    |
| Viana do Alentejo | 55,67 | 35,23 | 5,29 | 1,25 | 1 683    |
| Viana do Alentejo | 52,06 | 38,23 | 5,67 | 1,47 | 3 406    |

#### Assembleia Municipal
| Partido                 | Partido                        | Votos | %               | +/-   | Deputados | +/- |
| ----------------------- | ------------------------------ | ----- | --------------- | ----- | --------- | --- |
|                         | Partido Socialista             | 1 688 | 49,56 / 100,00  | 22,59 | 8 / 15    | 4   |
|                         | Coligação Democrática Unitária | 1 262 | 37,05 / 100,00  | 12,83 | 6 / 15    | 2   |
|                         | Partido Social Democrata       | 295   | 8,66 / 100,00   | 8,42  | 1 / 15    | 2   |
|                         | Bloco de Esquerda              | 63    | 1,85 / 100,00   | -     | 0 / 15    | -   |
| Votos Inválidos         | Votos Inválidos                | 98    | 2,87 / 100,00   | 3,19  |           |     |
| Total                   | Total                          | 3 406 | 100,00 / 100,00 |       | 15 / 15   |     |
| Eleitorado/Participação | Eleitorado/Participação        | 4 964 | 68,61 / 100,00  | 6,16  |           |     |

| Freguesia         | %     | %     | %     | %    | Votantes |
| Freguesia         | PS    | CDU   | PSD   | BE   | Votantes |
| ----------------- | ----- | ----- | ----- | ---- | -------- |
| Aguiar            | 42,24 | 53,27 | 1,02  | 0,82 | 490      |
| Alcáçovas         | 48,99 | 33,66 | 12,49 | 2,03 | 1 233    |
| Viana do Alentejo | 52,11 | 34,82 | 8,08  | 2,02 | 1 683    |
| Viana do Alentejo | 49,56 | 37,05 | 8,66  | 1,85 | 3 406    |

#### Juntas de Freguesia
| Partido                 | Partido                        | Votos | %               | +/-   | Presidentes | Mandatos | +/- |
| ----------------------- | ------------------------------ | ----- | --------------- | ----- | ----------- | -------- | --- |
|                         | Partido Socialista             | 1 700 | 49,91 / 100,00  | 16,98 | 2 / 3       | 13 / 25  | 4   |
|                         | Coligação Democrática Unitária | 1 243 | 36,49 / 100,00  | 10,20 | 1 / 3       | 11 / 25  | 2   |
|                         | Partido Social Democrata       | 361   | 10,60 / 100,00  | 4,85  | 0 / 3       | 1 / 25   | 2   |
| Votos Inválidos         | Votos Inválidos                | 102   | 2,99 / 100,00   | 1,94  |             |          |     |
| Total                   | Total                          | 3 406 | 100,00 / 100,00 |       | 3 / 3       | 25 / 25  |     |
| Eleitorado/Participação | Eleitorado/Participação        | 4 964 | 68,61 / 100,00  | 6,16  |             |          |     |

| Freguesia         | Partido Vencedor | Partido Vencedor               | %              | Mandatos |
| ----------------- | ---------------- | ------------------------------ | -------------- | -------- |
| Aguiar            |                  | Coligação Democrática Unitária | 52,86 / 100,00 | 4 / 7    |
| Alcáçovas         |                  | Partido Socialista             | 49,47 / 100,00 | 5 / 9    |
| Viana do Alentejo |                  | Partido Socialista             | 52,17 / 100,00 | 5 / 9    |

### Vila Viçosa

#### Câmara Municipal
| Partido                 | Partido                        | Votos | %               | +/-   | Vereadores | +/-     |
| ----------------------- | ------------------------------ | ----- | --------------- | ----- | ---------- | ------- |
|                         | Partido Socialista             | 2 439 | 46,49 / 100,00  | 17,77 | 3 / 5      | 1       |
|                         | Coligação Democrática Unitária | 2 072 | 39,50 / 100,00  | 11,58 | 2 / 5      | 1       |
|                         | Partido Social Democrata       | 497   | 9,47 / 100,00   | -     | 0 / 5      | -       |
|                         | CDS – Partido Popular          | 111   | 2,12 / 100,00   | 0,13  | 0 / 5      | Estável |
| Votos Inválidos         | Votos Inválidos                | 127   | 2,42 / 100,00   | 2,09  |            |         |
| Total                   | Total                          | 5 246 | 100,00 / 100,00 |       | 5 / 5      |         |
| Eleitorado/Participação | Eleitorado/Participação        | 7 574 | 69,26 / 100,00  | 0,24  |            |         |

| Freguesia                    | %     | %     | %     | %    | Votantes |
| Freguesia                    | PS    | CDU   | PSD   | CDS  | Votantes |
| ---------------------------- | ----- | ----- | ----- | ---- | -------- |
| Bencatel                     | 32,68 | 60,02 | 4,28  | 1,56 | 1 028    |
| Ciladas                      | 39,52 | 48,44 | 8,22  | 1,56 | 706      |
| Pardais                      | 42,25 | 47,06 | 7,49  | 0,53 | 374      |
| Vila Viçosa (Conceição)      | 52,90 | 30,60 | 11,44 | 2,26 | 2 431    |
| Vila Viçosa (São Bartolomeu) | 53,75 | 27,30 | 12,59 | 3,82 | 707      |
| Vila Viçosa                  | 46,49 | 39,50 | 9,47  | 2,12 | 5 246    |

#### Assembleia Municipal
| Partido                 | Partido                        | Votos | %               | +/-   | Deputados | +/- |
| ----------------------- | ------------------------------ | ----- | --------------- | ----- | --------- | --- |
|                         | Partido Socialista             | 2 150 | 40,98 / 100,00  | 11,02 | 6 / 15    | 1   |
|                         | Coligação Democrática Unitária | 1 861 | 35,47 / 100,00  | 10,21 | 6 / 15    | 2   |
|                         | Partido Social Democrata       | 752   | 14,33 / 100,00  | -     | 2 / 15    | -   |
|                         | CDS – Partido Popular          | 317   | 6,04 / 100,00   | 1,06  | 1 / 15    | 1   |
| Votos Inválidos         | Votos Inválidos                | 166   | 3,16 / 100,00   | 1,51  |           |     |
| Total                   | Total                          | 5 246 | 100,00 / 100,00 |       | 15 / 15   |     |
| Eleitorado/Participação | Eleitorado/Participação        | 7 574 | 69,26 / 100,00  | 0,24  |           |     |

| Freguesia                    | %     | %     | %     | %     | Votantes |
| Freguesia                    | PS    | CDU   | PSD   | CDS   | Votantes |
| ---------------------------- | ----- | ----- | ----- | ----- | -------- |
| Bencatel                     | 33,95 | 53,70 | 7,88  | 2,04  | 1 028    |
| Ciladas                      | 38,53 | 44,62 | 10,20 | 3,82  | 706      |
| Pardais                      | 45,99 | 39,84 | 8,02  | 2,94  | 374      |
| Vila Viçosa (Conceição)      | 42,90 | 28,26 | 18,14 | 7,32  | 2 431    |
| Vila Viçosa (São Bartolomeu) | 44,41 | 22,35 | 18,10 | 11,32 | 707      |
| Vila Viçosa                  | 40,98 | 35,47 | 14,33 | 6,04  | 5 246    |

#### Juntas de Freguesia
| Partido                 | Partido                        | Votos | %               | +/-  | Presidentes | Mandatos | +/-     |
| ----------------------- | ------------------------------ | ----- | --------------- | ---- | ----------- | -------- | ------- |
|                         | Partido Socialista             | 2 095 | 39,94 / 100,00  | 7,33 | 3 / 5       | 21 / 43  | 6       |
|                         | Coligação Democrática Unitária | 1 918 | 36,56 / 100,00  | 8,83 | 2 / 5       | 17 / 43  | 3       |
|                         | Partido Social Democrata       | 894   | 17,04 / 100,00  | -    | 0 / 5       | 5 / 43   | -       |
|                         | CDS – Partido Popular          | 177   | 3,37 / 100,00   | 1,65 | 0 / 5       | 0 / 43   | Estável |
| Votos Inválidos         | Votos Inválidos                | 162   | 3,08 / 100,00   | 1,57 |             |          |         |
| Total                   | Total                          | 5 246 | 100,00 / 100,00 |      | 5 / 5       | 43 / 43  | 2       |
| Eleitorado/Participação | Eleitorado/Participação        | 7 574 | 69,26 / 100,00  | 0,24 |             |          |         |

| Freguesia                    | Partido Vencedor | Partido Vencedor               | %              | Mandatos |
| ---------------------------- | ---------------- | ------------------------------ | -------------- | -------- |
| Bencatel                     |                  | Coligação Democrática Unitária | 51,85 / 100,00 | 5 / 9    |
| Ciladas                      |                  | Coligação Democrática Unitária | 43,77 / 100,00 | 4 / 9    |
| Pardais                      |                  | Partido Socialista             | 58,56 / 100,00 | 5 / 7    |
| Vila Viçosa (Conceição)      |                  | Partido Socialista             | 38,30 / 100,00 | 4 / 9    |
| Vila Viçosa (São Bartolomeu) |                  | Partido Socialista             | 38,05 / 100,00 | 4 / 9    |